# SV Zulte-Waregem
SV Zulte Waregem je fotbalový klub, hrající belgickou fotbalovou Jupiler League. Klub sídlí ve městě Waregem a hraje na stadionu Regenboogstadion s kapacitou 8 500 diváků. SV Zulte Waregem se stal v roce 2006 vítězem belgického poháru.
V základní skupině D Evropské ligy 2013/14 obsadil v konkurenci Wigan Athletic FC, FK Rubin Kazaň a NK Maribor se 7 body konečné 3. místo ve skupině a do jarní vyřazovací fáze nepostoupil.
Klub se představil i v Evropské lize UEFA 2014/15.

## Úspěchy
- Belgický fotbalový pohár : 1x (2006)